# Sant Vicenç dels Horts
Sant Vicenç dels Horts – gmina w Hiszpanii, w prowincji Barcelona, w Katalonii, o powierzchni 9,16 km². W 2011 roku gmina liczyła 28 084 mieszkańców.